# Mount Dendi
Mount Dendi är en caldera i Etiopien.   Den ligger i regionen Oromia, i den centrala delen av landet, 80 km väster om huvudstaden Addis Abeba. Toppen på Mount Dendi är 3 260 meter över havet.
Terrängen runt Mount Dendi är huvudsakligen kuperad, men den allra närmaste omgivningen är platt. Runt Mount Dendi är det ganska tätbefolkat, med 230 invånare per kvadratkilometer. Omgivningarna runt Mount Dendi är en mosaik av jordbruksmark och naturlig växtlighet.